# Pseudosmodingium barkleyi
Pseudosmodingium barkleyi är en sumakväxtart som beskrevs av Faustino Miranda. Pseudosmodingium barkleyi ingår i släktet Pseudosmodingium och familjen sumakväxter. Inga underarter finns listade i Catalogue of Life.